# Han Yue (bádminton)
Han Yue (en chino: 韩悦; Zhangzhou, 18 de noviembre de 1999) es una deportista china que compite en bádminton. En los Juegos Asiáticos de 2022 consiguió una medalla de plata en la prueba de equipo.

## Palmarés internacional
| Juegos Asiáticos | Juegos Asiáticos | Juegos Asiáticos | Juegos Asiáticos |
| Año              | Lugar            | Medalla          | Prueba           |
| ---------------- | ---------------- | ---------------- | ---------------- |
| 2022             | Hangzhou (China) | Medalla de plata | Equipo           |